# 蔚山ジャンクション
蔚山ジャンクション（ウルサンジャンクション、ハングル：울산 분기점）は、大韓民国蔚山広域市蔚州郡凡西邑にある東海高速道路（65号線）と蔚山高速道路（16号線）を結ぶジャンクション。

## 沿革
- 2008年12月29日：釜山-蔚山高速道路全線開通に伴い供用開始[1]

## 接続する路線
彦陽・蔚山方面
蔚山高速道路（16号）
釜山・機張方面
東海高速道路（65号）

## 隣
蔚山高速道路
(1) 彦陽JCT - (2) 蔚山JCT  - 蔚山料金所 - (3) 長剣IC
東海高速道路
(6) 文殊IC - (7) 蔚山JCT - (8) 尺果九龍IC